# Dickinson County (Iowa)
Dickinson County ist ein County im US-amerikanischen Bundesstaat Iowa. Im Jahr 2020 lebten im Gebiet 17.703 Einwohner bei einer Bevölkerungsdichte von 19,1 Einwohnern pro Quadratkilometer. County Seat ist der Ort Spirit Lake.

## Geografie

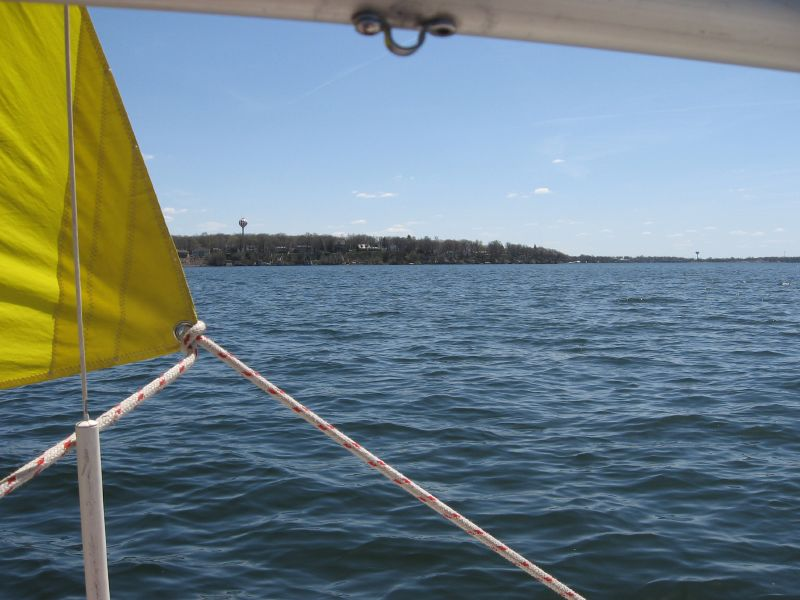
West Okoboji Lake

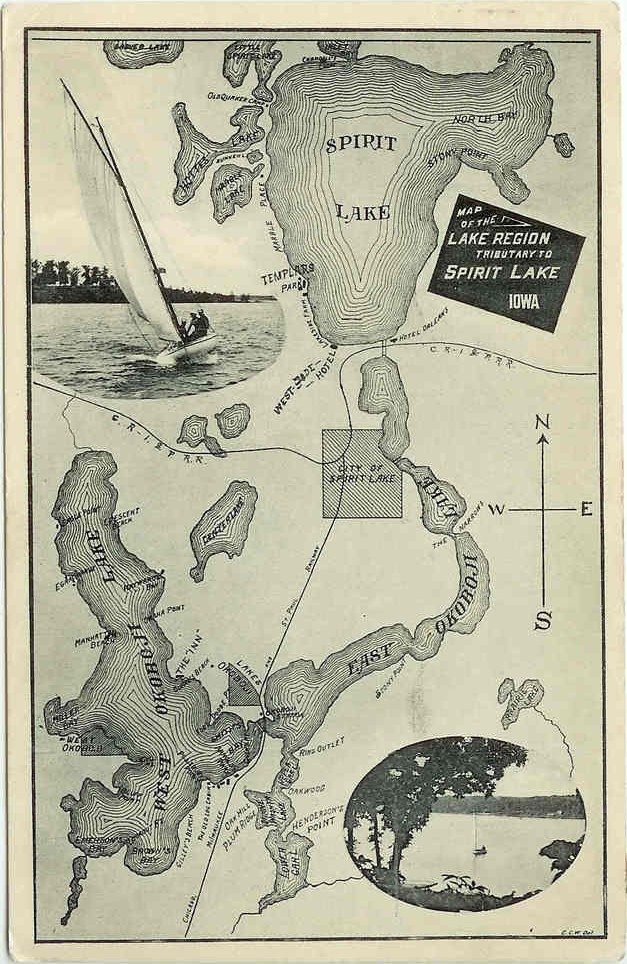
Postkarte der Iowa Great Lakes

Das County liegt im Nordwesten von Iowa an der Grenze zu Minnesota und hat eine Fläche von 987 Quadratkilometern, wovon 59 Quadratkilometer Wasserfläche sind. Damit ist es das flächenmäßig kleinste im Bundesstaat Iowa.
Das Dickinson County beinhaltet die Region der Iowa Great Lakes, eine Gruppe von natürlichen Seen, die u. a. den West Okoboji Lake, den East Okoboji Lake und den Spirit Lake umfasst. Die Regulierung des Wasserstands dieser Seen erfolgt über den Abfluss durch den Milford Creek, einem orographisch linken Nebenfluss des Little Sioux Rivers, welcher unterhalb der Stadt Little Sioux von links in den Missouri mündet.
Angrenzende Nachbarkreise vom Dickinson County sind:
|                | Jackson County (Minnesota) |                  |
| Osceola County |                            | Emmet County     |
| O’Brien County | Clay County                | Palo Alto County |

## Geschichte

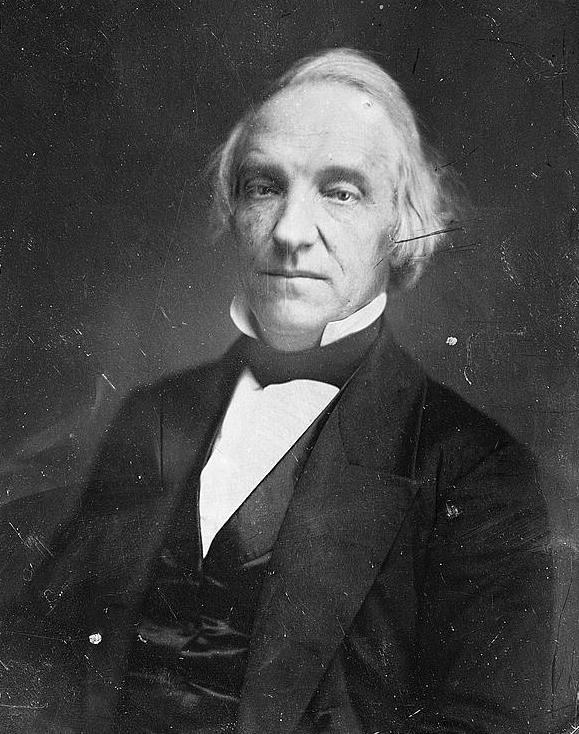
Dickinson

Das Dickinson County wurde 1851 aus Teilen des Kossuth Countys gebildet. Benannt wurde es nach Daniel S. Dickinson (1800–1866), einem US-Senator aus dem Staat New York (1844–1851).
1856 erreichten die ersten Siedler das Gebiet. Kämpfe mit Indianern verzögerten jedoch eine sofortige Besiedlung. Erst im Jahr darauf wurde das County erneut gebildet und ein Jahr darauf die Verwaltung aufgebaut.
Das erste Gerichts- und Verwaltungsgebäude wurde in  der Stadt Spirit Lake in Teilen 1860 fertiggestellt. Während des amerikanischen Bürgerkriegs (1861–1865) wurde es als Kaserne genutzt. Die Fertigstellung des Baus erfolgte im Anschluss erst im Jahr 1868, aber bereits 1872 durch einen Brand wieder zerstört.

Das darauf folgende neu errichtete Gerichtsgebäude wurde aus den wiederverwendeten Ziegeln des ersten gebaut. Da dieses aber bald den Ansprüchen nicht mehr genügte, wurde 1890 mit dem Bau des dritten Gerichts- und Verwaltungsgebäudes begonnen. Ein Jahr später konnte dieses seiner Bestimmung übergeben werden. In den Jahren 1957, 1976 und 1978 erfolgten Gebäudeerweiterungen.

## Bevölkerung
Nach der Volkszählung im Jahr 2010 lebten im Dickinson County 16.667 Menschen in 8079 Haushalten. Die Bevölkerungsdichte betrug 18 Einwohner pro Quadratkilometer. In den 8079 Haushalten lebten statistisch je 2,01 Personen.
Ethnisch betrachtet setzte sich die Bevölkerung zusammen aus 98,3 Prozent Weißen, 0,2 Prozent Afroamerikanern, 0,1 Prozent amerikanischen Ureinwohnern, 0,4 Prozent Asiaten sowie aus anderen ethnischen Gruppen; 0,7 Prozent stammten von zwei oder mehr Ethnien ab. Unabhängig von der ethnischen Zugehörigkeit waren 1,1 Prozent der Bevölkerung spanischer oder lateinamerikanischer Abstammung.
19,4 Prozent der Bevölkerung waren unter 18 Jahre alt, 58,3 Prozent waren zwischen 18 und 64 und 22,3 Prozent waren 65 Jahre oder älter. 50,4 Prozent der Bevölkerung war weiblich.
Das jährliche Durchschnittseinkommen eines Haushalts lag bei 50.069 USD. Das Prokopfeinkommen betrug 28.771 USD. 8,4 Prozent der Einwohner lebten unterhalb der Armutsgrenze.

## Ortschaften im Dickinson County
Citys
| - Arnolds Park - Lake Park - Milford - Okoboji | - Orleans - Spirit Lake - Superior - Terril | - Wahpeton - West Okoboji |

Unincorporated Communities
| - Crandalls Lodge - Egralharve - Methodist Camp - Montgomery | - Old Town - Templar Park - Triboji Beach |

## Gliederung
Das Dickinson County ist flächenmäßig in 12 Townships gegliedert:
| Township              | Einwohner (2010) | FIPS     |
| --------------------- | ---------------- | -------- |
| Center Grove Township | 8048             | 19-90639 |
| Diamond Lake Township | 252              | 19-90999 |
| Excelsior Township    | 158              | 19-91257 |
| Lakeville Township    | 1198             | 19-92379 |
| Lloyd Township        | 576              | 19-92673 |
| Milford Township      | 1022             | 19-92931 |

| Township             | Einwohner (2010) | FIPS     |
| -------------------- | ---------------- | -------- |
| Okoboji Township     | 2233             | 19-93168 |
| Richland Township    | 203              | 19-93585 |
| Silver Lake Township | 1195             | 19-93903 |
| Spirit Lake Township | 1402             | 19-93960 |
| Superior Township    | 270              | 19-94062 |
| Westport Township    | 110              | 19-94698 |